# 59. п. н. е.

## Догађаји
- Јулије Цезар почиње редовно да објављује билтен под називом Acta diurna (дословно: „Дневне новости”), а који се сматра првим дневним новинама у историји. У њима се објављују службени укази и именовања, али и рођења, смрти и бракови, па и спортски резултати, укључујући гладијаторске борбе и трке двоколица.